# Ломадзе, Тина Ясоновна
Тина Ясоновна Ломадзе, в девичестве — Хурцидзе (1925 год, село Натанеби, Озургетский уезд, ССР Грузия) — колхозница колхоза имени Леселидзе Махарадзевского района, Грузинская ССР. Герой Социалистического Труда (1949).

## Биография
Родилась в 1925 году в крестьянской семье в селе Натанеби Озургетского уезда. В послевоенные годы трудилась на чайной плантации в колхозе имени Леселидзе Махарадзевского района, председателем которого был Дмитрий Несторович Баканидзе.
В 1948 году собрала 6204,2 килограмма сортового зелёного чайного листа на участке площадью 0,5 гектаров. Указом Президиума Верховного Совета СССР от 29 августа 1949 года удостоена звания Героя Социалистического Труда за «получение высоких урожаев сортового зелёного чайного листа и цитрусовых плодов в 1948 году» с вручением ордена Ленина и золотой медали «Серп и Молот» (№ 4557).
Этим же Указом званием Героя Социалистического Труда была награждена труженица колхоза имени Леселидзе колхозница Тео Самсоновна Донадзе.
За выдающиеся трудовые результаты по итогам работы в 1950 году награждена Орденом Трудового Красного Знамени.
После выхода на пенсию проживала в родном селе Натанеби Махарадзевского района.
Награды
- Герой Социалистического Труда
- Орден Ленина
- Орден Трудового Красного Знамени (23.07.1951)